# آکورد یازده

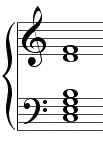
«آکورد یازده بزرگ» روی نت دو، CM^{11}.

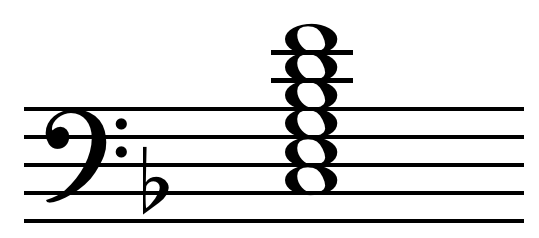
«آکورد یازده نمایان» روی نت دو (C^{11})، از گام فا ماژور (V^{11}).

آکورد یازده (انگلیسی: Eleventh chord)، در تئوری موسیقی، آکوردی است که شامل تیرس‌های اضافه شده و مرتفع تا فاصلهٔ یازدهم است که در موسیقی جاز نیز یافت می‌شود، آکورد یازده معمولاً دارای هفتم آکورد، نهم و عناصری از ساختارِ سه‌صدایی است. انواع دیگرِ این آکورد روی نت دو عبارتند از:
- «آکورد یازده نمایان»: (دو، می، سل، سی بمل، ر، فا) C11
- «آکورد یازده کوچک»: (دو، می بمل، سل، سی بمل، ر، فا) Cm11
- «آکورد یازده بزرگ»: (دو، می، سل، سی، ر، فا) CM11

سایر نمادهای آکورد یازده روی نتِ دو عبارتند از: (Caug11 ،C9aug11 ،C9+11 ،C9alt11 ،Cm9(11) ،C−9(11.
در دوران قواعد مشترک مهمترین اجزا آکورد، پایه، هفتم، نهم و یازدهم در درجه پنجِ (V11) گام بودند و معمولاً سوم و پنجم آکورد حذف می‌شد.